# Skamander (czasopismo)
Skamander – Miesięcznik poetycki – polskie czasopismo literackie z siedzibą w Warszawie, które ukazywało się w latach 1920–1928, a następnie 1935–1939. Pierwotnie wydawany był przez Władysława Zawistowskiego, a od 1922 przez Mieczysława Grydzewskiego. 

## Historia i profil
Trzon zespołu redakcyjnego stanowiła piątka czołowych poetów grupy Skamander: Jarosław Iwaszkiewicz, Jan Lechoń, Antoni Słonimski, Julian Tuwim i Kazimierz Wierzyński. Przejściowo w jego skład wchodzili także m.in. Karol Irzykowski i Juliusz Kaden-Bandrowski.
Tytuł pisma wziął się, podobnie jak nazwa grupy literackiej, od mitologicznej rzeki opływającej Troję. Jednocześnie jednak stanowi aluzję do cytatu z Akropolis Stanisława Wyspiańskiego: „Skamander połyska, wiślaną świetląc się falą”.
W początkowym okresie profil pisma ściśle związany był z działalnością skamandrytów – stanowiło ono ich trybunę, występując w opozycji do innych grup literackich tego okresu. Sytuacja uległa zmianie po 1935 roku, gdy znacznie szerzej zaczęto w piśmie przedstawiać twórczość nie uwzględnianych wcześniej artystów, np. Bolesława Leśmiana czy żagarystów. W „Skamandrze” publikowane były teksty krytycznoliterackie, eseistyka oraz recenzje – również z dziedziny teatru, sztuk plastycznych, muzyki i filmu. Po 1935 roku więcej miejsca poświęcano także tekstom historycznoliterackim i z teorii literatury (np. autorstwa Franciszka Siedleckiego i K. W. Zawodzińskiego). Pismo, mimo iż z nazwy miesięcznik poetycki, poświęcało sporo uwagi również prozie i dramatowi, drukowane w nim były np. we fragmentach Sanatorium pod Klepsydrą Brunona Schulza oraz Iwona, księżniczka Burgunda Witolda Gombrowicza. Publikowano  także licznie przekłady, m.in. francuskich i rosyjskich symbolistów.